# Équipe du Zimbabwe féminine de hockey sur gazon aux Jeux olympiques 1980
L'Équipe du Zimbabwe féminine de hockey sur gazon a remporté la médaille d'or en hockey sur gazon féminin aux Jeux olympiques1980 à Moscou, la capitale de l'Union soviétique. L'équipe de 16 femmes, toutes issues de la minorité blanche du Zimbabwe, a été constituée moins d'un mois avant le début des Jeux olympiques pour aider à combler les lacunes créées par le boycott olympique mené par les États-Unis dans la compétition de hockey féminin. La victoire ultérieure du Zimbabwe dans le tournoi à la ronde avec trois victoires et deux nuls a été considérée comme un énorme bouleversement, en particulier compte tenu du manque de préparation et d'expérience de l'équipe; on l'a qualifié de "conte de fées irrésistible". Gagnée à une époque de grande transition politique au Zimbabwe, la médaille d'or était la première médaille olympique du pays, quelle que soit sa couleur.
Les Jeux olympiques de 1980 furent les premiers à inclure le hockey féminin et les premiers à inclure le Zimbabwe sous ce nom. Exclu des trois derniers Jeux olympiques pour des raisons politiques, le pays avait concouru pour la dernière fois sous le nom de Rhodésie en 1964. Les matchs de hockey féminin, disputés entre le 25 et le 31 juillet, se sont tous déroulés sur pelouse artificielle, qu'aucun membre de l'équipe zimbabwéenne n'avait jamais vu ; ils n'avaient également jamais joué ensemble jusqu'à ce mois-là. Après avoir battu la Pologne et l'Union soviétique et fait match nul contre la Tchécoslovaquie et l'Inde, les Zimbabwéens ont remporté la compétition lors de la dernière journée avec une victoire 4-1 sur l'Autriche. Surnommées les « Golden Girls » par les médias du Zimbabwe, elles ont été accueillies par des foules enthousiastes à leur retour chez elles et sont brièvement devenues des célébrités nationales. Le Zimbabwe n'a remporté aucune autre médaille olympique avant 2004.

## Invitation et sélection d'effectif

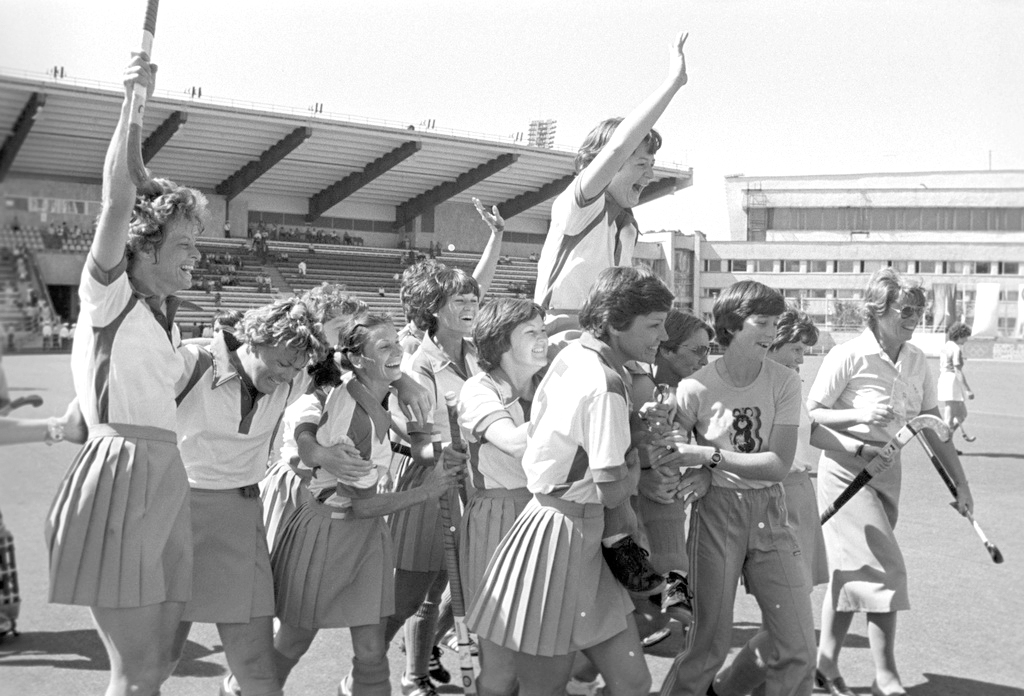
Les Zimbabwéens célèbrent leur victoire 4-0 contre la Pologne au Dynamo Minor Arena de Moscou.

Les Jeux olympiques d'été de 1980 à Moscou, la capitale de l'Union soviétique, ont été les premiers à inclure une compétition de hockey sur gazon féminin. Les favoris d'avant-tournoi comprenaient l'Australie, les Pays-Bas et l'Allemagne de l'Ouest, mais le boycott occidental des Jeux olympiques de Moscou mené par les États-Unis a conduit ces équipes et d'autres à se retirer, ne laissant que les Soviétiques dans l'épreuve de hockey féminin. Les autorités olympiques soviétiques et internationales ont comblé les lacunes en invitant des équipes de pays non qualifiés. Parmi les nations invitées figurait le Zimbabwe, devenu un pays internationalement reconnu en avril 1980 après sept années de guerre civile. Moscou a marqué le retour de la nation d'Afrique australe aux Jeux olympiques après 16 ans ; sous le nom de Rhodésie, elle avait été exclue des Jeux de 1968, 1972 et 1976 pour des raisons politiques à la suite de la déclaration d'indépendance du gouvernement majoritairement blanc vis-à-vis de la Grande-Bretagne en 1965. Le Comité olympique du Zimbabwe a reçu l'invitation d'envoyer des équipes de hockey masculines et féminines à Moscou le 14 juin 1980, 35 jours avant le début des Jeux olympiques. Ils ont été totalement surpris "ils n'avaient pas préparé d'équipes de hockey pour les Jeux" mais ont néanmoins accepté d'envoyer une équipe féminine. Aucune équipe de hockey féminin représentant le pays n'avait jamais joué à l'étranger auparavant.
Une équipe de 16 membres, construite autour du noyau de l'ancienne équipe de Rhodésie, a été constituée à la hâte par Liz Dreyer, la présidente de l'association nationale de hockey féminin, qui est devenue la manager de l'équipe. Chaque joueur et officiel était blanc. Ann Grant, la balayeuse de 25 ans de l'équipe, a été nommée capitaine. Anthea Stewart, qui a joué 25 fois pour l'Afrique du Sud avant de prendre sa retraite en 1974, a entraîné l'équipe et joué elle-même. Elizabeth Chase, la seule autre membre de l'équipe ayant une expérience internationale (ayant également représenté l'Afrique du Sud) a été nommée vice-capitaine. À 35 ans, Stewart était la joueuse la plus âgée de l'équipe, tandis qu'Arlene Boxall, la gardienne de réserve de 18 ans, était la plus jeune. L'équipe comprenait les sœurs jumelles Sandy Chick et Sonia Robertson.
L'équipe était entièrement amateur et était principalement composée de joueuses exerçant des professions sans rapport avec le sport. Par exemple, Grant était comptable, tandis que Arlene Boxhall était commis aux opérations dans l'armée de l'air du Zimbabwe. Beaucoup d'entre eux avaient des parents sportifs, notamment Grant, qui était la sœur du joueur de cricket international Duncan Fletcher. Audrey Palmer, une ancienne officielle de hockey et arbitre qui a joué pour la Rhodésie de 1953 à 1961, a voyagé avec l'équipe en tant que médecin, entraîneur et superviseur général. L'équipe est partie le 7 juillet, se rendant d'abord à Lusaka, la capitale zambienne, puis à Luanda en Angola, et de là à Moscou à bord d'un avion normalement utilisé pour expédier de la viande. "La puanteur était terrible", a déclaré Ann Grant plus tard. "Il n'y avait pas de chaises, alors nous nous sommes tous assis par terre et sommes partis vers l'inconnu. Nous n'avions même pas les bonnes chaussures pour jouer sur la surface artificielle de hockey."
| Joueuse                            | Position          | Date de naissance (âge) | Club                   |
| ---------------------------------- | ----------------- | ----------------------- | ---------------------- |
| Arlene Boxhall                     | Gardienne de but  | 9 octobre 1961 (18)     | Police                 |
| Elizabeth Chase (vice capitaine)   | Attaquant         | 26 avril 1950 (30)      | Old Hararians          |
| Sandra Chick                       | Attaquant         | 2 juin 1947 (33)        | Salisbury Sports       |
| Gillian Cowley                     | Divers            | 8 juillet 1955 (25)     | Salisbury Sports       |
| Patricia Davies                    | Divers            | 5 décembre 1956 (23)    | Old Hararians          |
| Sarah English                      | Gardienne de but  | 28 novembre 1955 (24)   | Queens Sports Club     |
| Maureen George                     | Défenseure        | 1 septembre 1955 (24)   | Salisbury Sports       |
| Ann Grant (capitaine)              | Balayeuse         | 6 mai 1955 (25)         | Old Hararians          |
| Susan Huggett                      | Divers            | 29 juin 1954 (26)       | Old Hararians          |
| Patricia McKillop                  | Milieu de terrain | 15 juillet 1956 (24)    | Bulawayo Athletic Club |
| Brenda Phillips                    | Milieu de terrain | 18 janvier 1958 (22)    | Old Miltonians         |
| Christine Prinsloo                 | Milieu de terrain | 3 mai 1952 (28)         | Salisbury Postals      |
| Sonia Robertson                    | Défenseure        | 2 juin 1947 (33)        | Salisbury Sports       |
| Anthea Stewart (entraîneur-joueur) | Divers            | 20 novembre 1944 (35)   | —                      |
| Helen Volk                         | Divers            | 29 March 1954 (26)      | Bulawayo Athletic Club |
| Linda Watson                       | Divers            | 11 septembre 1955 (24)  | Salisbury Sports       |

## Tournoi
Le Zimbabwe a terminé le tournoi invaincu, ayant marqué le plus de buts et encaissé le moins d'équipes. Les six buts inscrits par Patricia McKillop, une femme au foyer de Bulawayo, la placent co-meilleure buteuse de la compétition avec l'URSS Natella Krasnikova. Elizabeth Chase, malgré une blessure au genou, a disputé les cinq matches et a marqué trois buts. Tous les membres de l'équipe zimbabwéenne ont disputé au moins un match, à l'exception de Arlene Boxhall, qui n'est jamais sorti du banc, mais a remporté la médaille d'or.
| Pos                | Équipe           | J | G | N | P | Bp | Bc | Pts |
| ------------------ | ---------------- | - | - | - | - | -- | -- | --- |
| Médaille d'or      | Zimbabwe         | 5 | 3 | 2 | 0 | 13 | 4  | 8   |
| Médaille d'argent  | Tchécoslovaquie  | 5 | 3 | 1 | 1 | 10 | 5  | 7   |
| Médaille de bronze | Union soviétique | 5 | 3 | 0 | 2 | 11 | 5  | 6   |
| 4                  | Inde             | 5 | 2 | 1 | 2 | 9  | 6  | 5   |
| 5                  | Autriche         | 5 | 2 | 0 | 3 | 6  | 11 | 4   |
| 6                  | Pologne          | 5 | 0 | 0 | 5 | 0  | 18 | 0   |